# Hemitriecphora variabilis
Hemitriecphora variabilis är en insektsart som först beskrevs av William Lucas Distant 1908.  Hemitriecphora variabilis ingår i släktet Hemitriecphora och familjen spottstritar. Inga underarter finns listade i Catalogue of Life.